# Référendum néo-zélandais de 1967
Le référendum néo-zélandais de 1967 est un référendum ayant eu lieu le 23 septembre 1967. Il porte sur le rallongement de 3 à 4 ans des mandats des parlementaires et sur la fermeture de la vente d'alcool après 18 heures. 

## Question sur l'alcool
Le référendum sur la justice a rassemblé 994 767 votes. 35,6 % des votants étaient favorables à la fermeture de la vente d'alcool après 18 heures, soit 353 662 personnes, alors que 64,5 % ont souhaité un changement de cette politique, soit 641 105 personnes. 

## Question sur le rallongement des mandats
Le référendum sur le rallongement des mandats a eu une participation de 69,7 % avec 996 933 votants. 31,9 % des votants ont répondu oui à la question posée, soit 313 973 personnes, alors que 68,1 % ont répondu négativement, soit 678 960 personnes.